# Eumerus crassitarsis
Eumerus crassitarsis är en tvåvingeart som beskrevs av Costa 1885. Eumerus crassitarsis ingår i släktet månblomflugor, och familjen blomflugor.
Artens utbredningsområde är Italien. Inga underarter finns listade i Catalogue of Life.